# Biblioteca Popular Carlista
Biblioteca Popular Carlista fue una publicación mensual carlista editada entre 1895 y 1897 en la ciudad española de Barcelona, durante la Restauración.

## Historia
Se publicó en cuadernos de 130 o más páginas. Fue su propietario José de España, y sus directores, Mariano Fortuny y Juan Bautista Falcó. Apareció en julio de 1895 y cesó en diciembre de 1897. Se publicaron treinta tomos, con profusión de grabados.
La publicación se propuso tratar asuntos políticos, político-religiosos, militares, económicos y sociales, exponiendo a la vez «los principios y doctrinas de la comunión carlista». Además, la revista publicaría resúmenes de los acontecimientos del mes y del estado de los círculos carlistas, así como bibliografías de obras de interés, documentos y discursos notables, amenizado todo ello con episodios, poesías, historietas ilustradas, galerías de retratos y biografías de personajes carlistas.

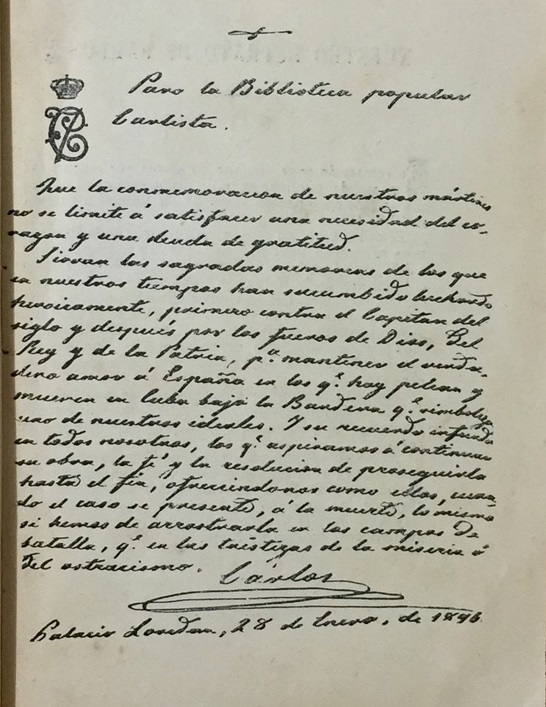
Autógrafo de Don Carlos para la Biblioteca Popular Carlista.

Colaboraron las figuras más prestigiosas del partido carlista. Sus secciones ordinarias eran: Artículos doctrinales, biografías, discursos parlamentarios, sección militar, documentos del partido, poesías, sección de noticias.

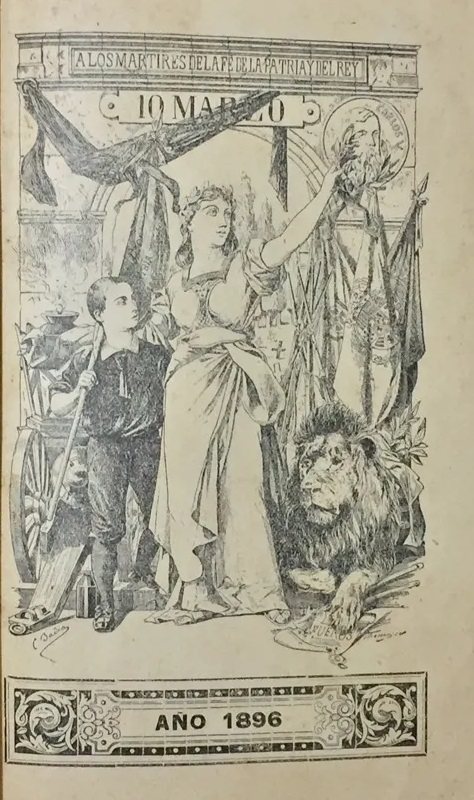
Número de la Biblioteca Popular Carlista dedicado «A los mártires de la Fe, de la Patria y del Rey».

Entre los colaboradores figuraban José B. Moore, el Padre Corbató, Juan L. Martín Mengod, José Pascual de Liñán y Eguizábal (conde de Doña Marina), Eustaquio de Echave-Sustaeta, Gustavo de Cobreros, Juan Bautista Altés, el conde de Guernica, José María Grau García (poeta), A. Mestres, José Catllarás y Fontanals, Tomás Comellas, Salvador Elío, P. Mauri y Ribas, Enrique de Olea, Benigno Bolaños, José Rodríguez, J. Aranda, Henry Perl, Juan Vázquez de Mella, Manuel Roger de Lluria, J. C. Muñoz de Mesa, Carlos Cruz Rodríguez, Antonio Brea, Andrés P. Cardenal, José Liord, Manuel Polo y Peyrolón, Valentín de Novoa, F. di Sanzlaán, Luis C. Viada Lluch, Salvador Morales, barón de Albi, Vicente Calatayud Bonmatí, Tomás de A. Feliu, Francisco Martín Melgar, Carlos G. Verdugo, Joaquín Aranda y Fabricio Massimo. El barón de Artagan destaca también como colaboradores a los jefes carlistas marqués de Cerralbo y Bartolomé Feliú; a los generales Joaquín de Llorens, Romualdo Cesáreo Sanz y Leoncio González de Granda; y a Miguel Yrigaray y Reynaldo de Brea.